# Pets de monja

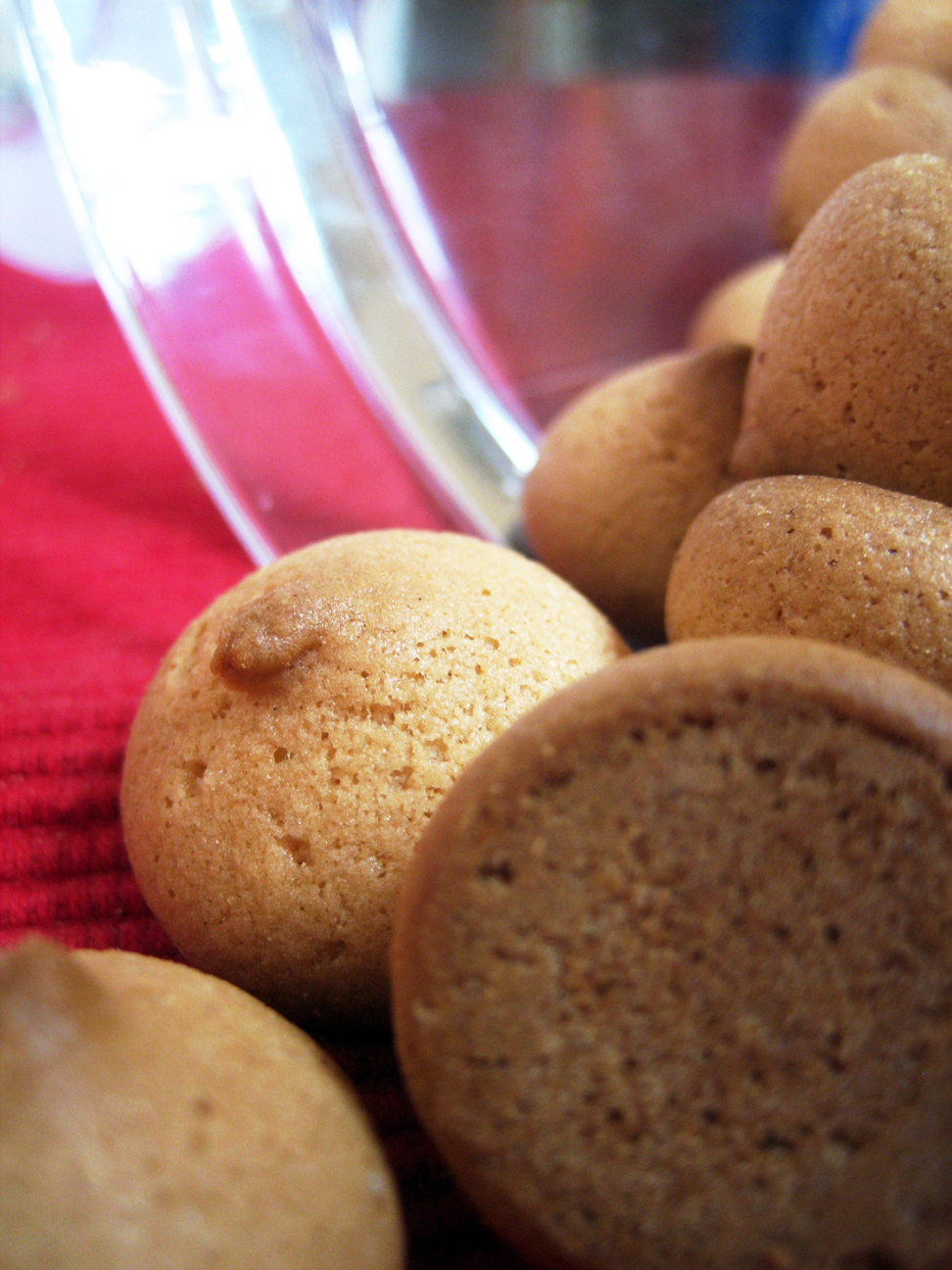
Pets de monja.

Los pets de monja, traducido al español como pedos de monja, son unas galletas típicas de Cataluña.
No deben confundirse, aunque se asemejan mucho, con las paciencias de Almazán ni con las tetillas de monja. 
En México existe un chocolate que se fabrica en el estado de Querétaro que se asemeja a dichas galletas, un postre muy conocido en la zona y estados aledaños.
El nombre de este postre no tiene nada que ver con las ventosidades: su inventor fue un pastelero italiano de Barcelona que las llamó petto di mónaca, en referencia a su forma de pecho (pecho de monja), y que derivó en el nombre de pets de monja.
Tradicionalmente eran hechos en conventos.